# Silba cascadens
Silba cascadens är en tvåvingeart som beskrevs av Macgowan 2007. Silba cascadens ingår i släktet Silba och familjen stjärtflugor.
Artens utbredningsområde är Thailand. Inga underarter finns listade i Catalogue of Life.